# Convento dos Lóios (Feira)
O Convento dos Lóios é um antigo edifício conventual localizado na Feira, na atual Freguesia de Santa Maria da Feira, Travanca, Sanfins e Espargo, na cidade e no Município de Santa Maria da Feira, no Distrito de Aveiro, em Portugal.
O Convento dos Lóios, que engloba a Igreja Paroquial de Santa Maria da Feira, ou Igreja de São Nicolau, tem nele instalado atualmente o Museu Convento dos Loios.
O Convento dos Lóios está classificado como Monumento de Interesse Público desde 2012.

## História
O convento foi erguido por iniciativa do 3.º conde da Feira, D. Manuel Pereira, mas foi o seu filho, o 4.º conde da Feira, Diogo Pereira e sua esposa, Ana de Menezes, que assumiram o testemunho de devoção a São João Evangelista.
Data de 1549 a petição ao Capítulo Geral para que se recolhessem as rendas necessárias à fundação do "Colégio dos Cónegos Seculares de São João Evangelista", também referidos como Cónegos Azuis, ou Frades Lóios. Finalmente, em 1560, no "(…) dia de S. João, sexta-feira, ante porta latina", foi colocada a primeira pedra "assistindo toda a gente desta nobre vila", no sítio da ermida dedicada ao Espírito Santo. E passados alguns séculos passou a ter a função de convento.

## Características
O conjunto conventual compreende o edifício do convento, a sul, e a chamada Igreja dos Lóios a norte, orientada de leste para oeste. Ao centro localiza-se o claustro, de planta quadrada, com o chafariz a meio. A fachada oeste é imponente revestida a azulejos azuis e brancos seiscentistas, antecedida por uma vasta escadaria nobre de tipo monumental, de duplo arranque. A meio, apresenta um cruzeiro compósito, datado de 1746, e, no lajeado, incrustaram-se campas datadas do século XVI. O plano inferior da escadaria integra um chafariz de tipo seiscentista, de tanque de forma quadrilobada, taças sobrepostas, rematado por uma esfera armilar.
No seu interior, a Igreja Matriz apresenta uma grande riqueza em talha, quer na capela-mor, quer nos altares laterais, dedicados a santos titulares, nomeadamente a S. Sebastião.